# Antiche Mura
Il sito archeologico Antiche Mura si trova nel comune di Jesolo, a circa 2 km dal capoluogo. Conserva i resti di due edifici religiosi: la cattedrale di Santa Maria della scomparsa diocesi di Equilium e la chiesa dedicata a San Mauro con l'omonimo monastero.

## Cattedrale
La basilica di Santa Maria Assunta, costruita nel IX secolo, era la cattedrale della diocesi di Equilio fino alla sua soppressione e una delle più importanti della Laguna Veneta, seconda solo alla Basilica di San Marco (la terza basilica, ossia l'attuale), tanto da ritenere che fosse stata anche modello per la costruzione di quest'ultima.
Non si conosce con precisione né l'architettura né le decorazioni interne della chiesa, ma si può comunque osservare tutt'oggi che l'edificio aveva una pianta a croce latina, con orientamento classico (ad orientem). L'aula era suddivisa in tre navate e la navata centrale era separata dalle laterali da due file di sei colonne di marmo divise da pilastri a base quadrangolare di mattoni all'inizio, dopo tre colonne e all'incrocio col transetto. L'area presbiterale si trovava in zona sopraelevata grazie alla presenza di una cripta, di cui resistevano frammenti di affreschi fino all'inizio del '900. L'intera fabbrica, costituita in laterizio, aveva dimensione di pianta di 25 x 46 metri di lunghezza e un'altezza di circa 25-30 metri.
Riguardo alla facciata si è quasi certi che fosse a salienti, ma non se ne conosce alcun dettaglio.
Esisteva anche un campanile a base quadrata, posto a nord-ovest, quasi di fronte alla facciata, di cui non sono noti né l'altezza né l'aspetto.

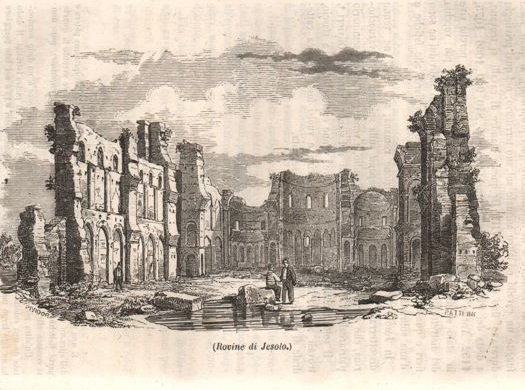
Resti della cattedrale nel 1853

Centro di grande importanza religiosa e civile, come il territorio di Equilio, sul finire del XII secolo cominciò ad attraversare una grave crisi ambientale che ne determinò l'abbandono. Nel 1466, alla morte del vescovo Andrea Bon, poiché sia l'episcopio sia la cattedrale risultavano già essere abbandonati, papa Paolo II deliberò la soppressione della cattedra "per la povertà della mensa e per la totale distruzione della città e della chiesa di Equilio". Ciò comportò il totale abbandono della cattedrale da parte del clero rimasto e la sua rovina, fermata dalla depredazione dei materiali grazie all'intervento del patriarca Tommaso Donà, che vietò il riutilizzo delle materie in cambio della concessione all'erezione di una nuova chiesa.
Nel 1760 vengono rinvenuti nel cimitero accanto alla chiesa tre corpi stimati di santi: Sant'Antonio, San Reniero e San Gioliano.
Verso il 1865 l'Impero austro-ungarico concorse alla spoliazione dei marmi preziosi superstiti, asportandone una grossa quantità. Sul finire del secolo, per preservarne i resti, incominciarono le prime campagne archeologiche, prima tra tutte quella del 1883 condotta da Cesare Augusto Levi, consistente soprattutto nell'accertamento dello stato di fatto attraverso rilevamento topografico e fotografico della cattedrale (il primo), lavoro che risulta tuttora fondamentale e preziosissimo. Risultano dalle foto d'epoca ancora presenti le pareti esterne quasi integre con l'esclusione della facciata e la presenza ben evidenziata della cripta, in cui si ergono ancora tutti i basamenti delle colonne che ne sorreggevano la volta. La chiesa venne irrimediabilmente danneggiata durante la Prima Guerra Mondiale, poiché, inizialmente vicina al fronte bellico, oltre ad appartenere alla cosiddetta "Terra di nessuno" tra le trincee nemiche (periodo novembre 1917 - giugno 1918), venne bombardata per spregio dagli Austriaci. Nel 1944, sotto il timore di uno sbarco alleato in Adriatico, venne edificato dall'esercito tedesco un sistema di bunker in cemento armato, tuttora esistente, che danneggiò l'area archeologica distruggendo parte del presbiterio, dell'abside e della sottostante cripta.
Nel 1963 e nel 1985 le campagne archeologiche condotte dall'Università Ca' Foscari di Venezia e dall'Università di Basilea portarono alla luce, sotto la zona nord-ovest della cattedrale, tra la navata laterale e quella centrale, i resti di due preesistenti chiese:
- Chiesa a pianta basilicale o "Chiesa dei mosaici": risalente al VI-VII secolo, di circa 25 x 14 metri, con tre absidi semicircolari inscritte, risultò interessante soprattutto per la presenza di un notevole lacerto musivo, seppur in parte distrutto o sconnesso a causa del cedimento del fondo o della caduta delle strutture murali, che presenta elementi decorativi (floreali, naturali, geometrici e astratti) e dediche ai finanziatori del tappeto musivo tra i quali spiccano Paulus, Iohannes, Victorinus, Marturius, Georgius, Eutimius o Euphimius. Venne completamentamente devastata, insieme a tutta Equilio, con l'invasione degli Ungheri del 899.[2]
- Sacello paleocristiano o "Auletta": risalente al V secolo e sottostante alla chiesa dei mosaici, presenta un'aula rettangolare di 12 x 8 metri e un'abside semicircolare esterna. Nel sacello vennero rinvenuti numerosi reperti, tra i quali spiccano per quantità le anfore e le ceramiche di fine mensa, d'importazione nord-africana, vetri e lucerne.

Durante gli scavi venne scoperta una vasta area cimiteriale tra la facciata ovest della cattedrale e il campanile.
La presenza dell'auletta ha rafforzato l'ipotesi di un vicus di Equilio in età imperiale che era stata fino ad allora osteggiata da non pochi studiosi.
Esiste una leggenda tra la popolazione locale che imputa la distruzione della chiesa ad Attila, re degli Unni.

## Galleria d'Immagini

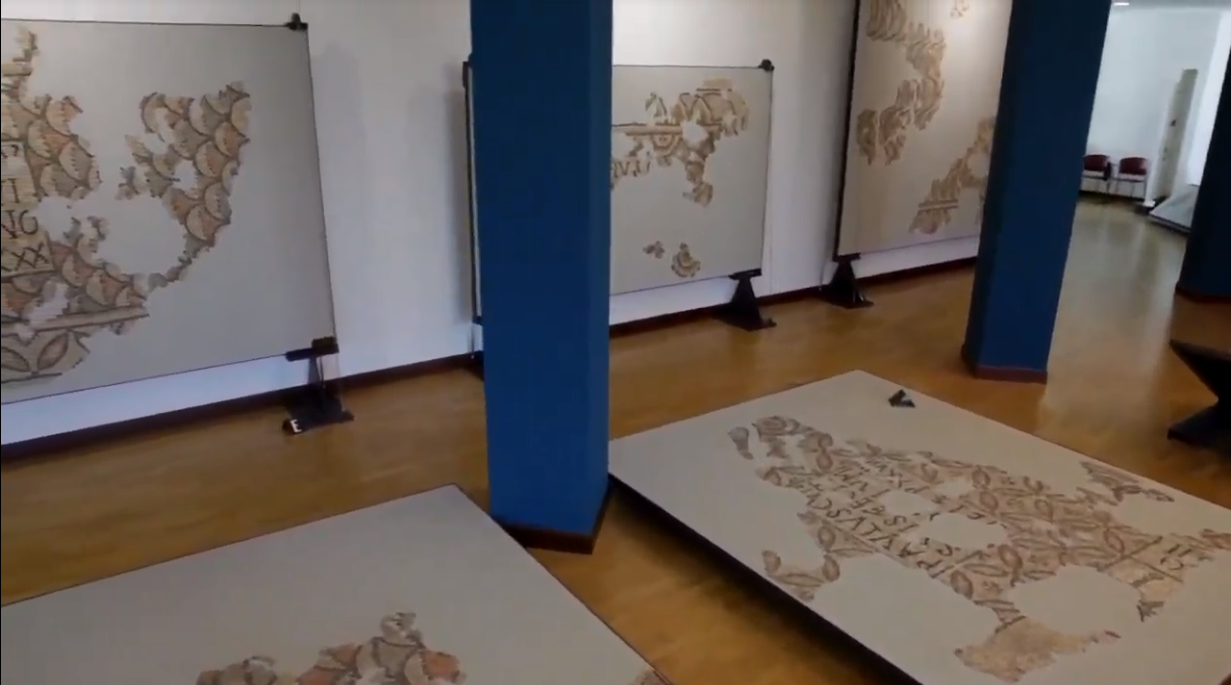
Alcuni mosaici della chiesa
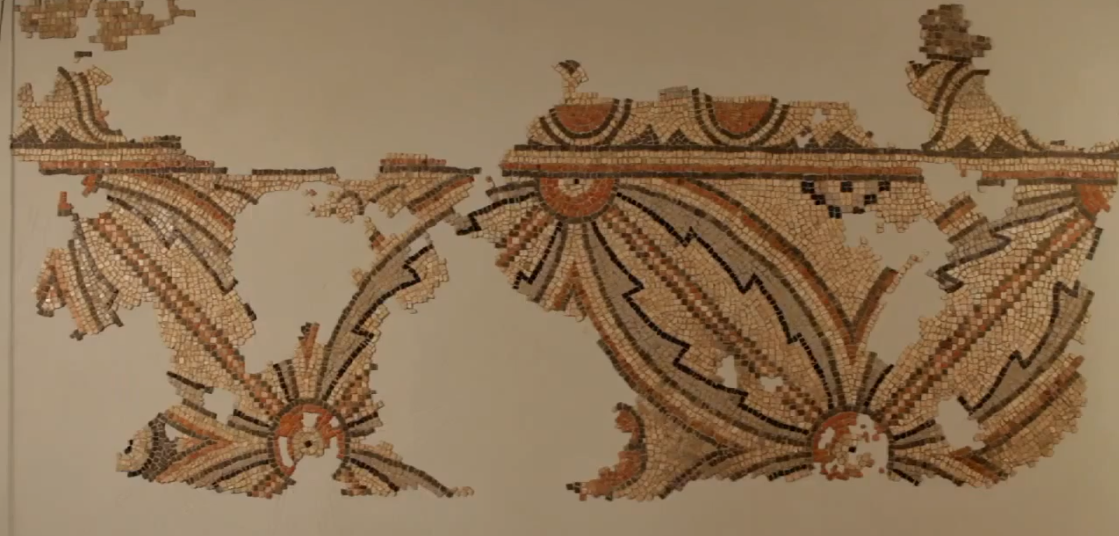
Particolare di un mosaico
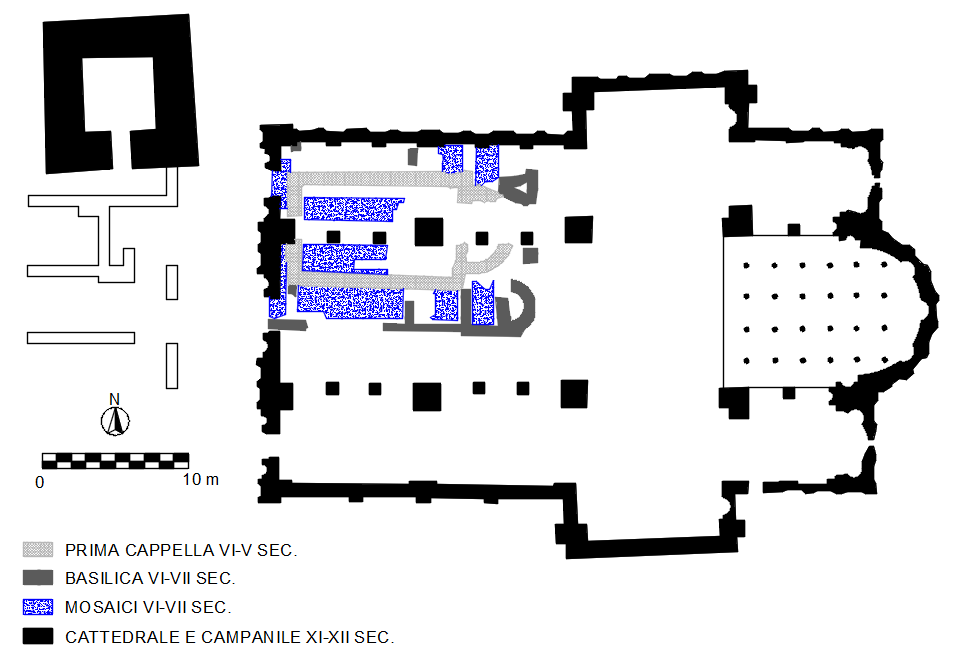
Planimetria della Cattedrale con le precedenti chiese sottostanti
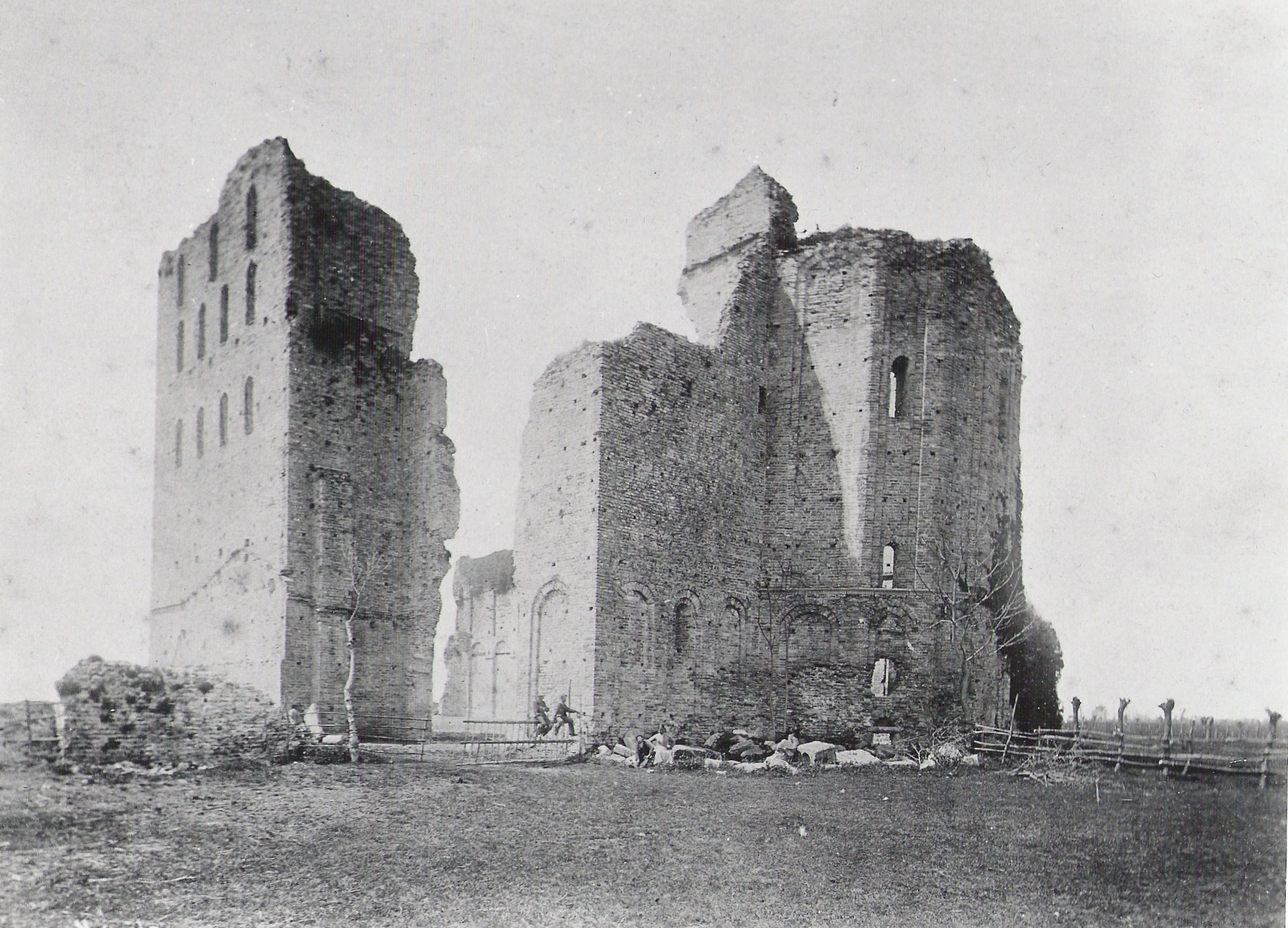
Resti della cattedrale in una foto di Cesare Augusto Levi (1883)

## San Mauro
Non distante dalla cattedrale si conservano i resti di una seconda chiesa facente parte di un complesso monacale, dedicata a san Mauro, ancora sommersi dalla vegetazione.
Nonostante la presenza dei resti della chiesa fosse nota ed evidenziata in numerose mappe, venne "riscoperta" durante una serie di scavi archeologici nel 1954, rinvenendo, appunto, una piccola chiesa con tre absidi, dotata di arredi architettonici tipicamente altomedievali, affiancata da altre strutture murarie, ricondotte a una fase monastica, probabilmente l’ultima, prima che il complesso venisse definitivamente abbandonato nel XII secolo, a causa delle condizioni ambientali avverse.
La campagna di scavi condotta dall'Università Ca' Foscari di Venezia nel corso del 2018 ha riportato alla luce anche i resti del campanile del monastero e una zona cimiteriale di cui si ignorava l'esistenza.

## Mansio Romana
Una campagna di scavi condotta dall'Università Ca' Foscari di Venezia ha portato alla luce nel gennaio 2018 i resti di una mansio romana, che doveva trovarsi in un isolotto lagunare.

## Mostra archeologica
Il comune di Jesolo ha istituito, presso la propria sede, una mostra permanente con alcuni dei reperti archeologici rinvenuti durante gli scavi.